# Китти Юнг
Ки́тти Юнг (англ. Kitty Yung, англ. Mindy Lynee Gladman настоящее имя — Ми́нди Лин Глэ́дман; род. 6 февраля 1970 года — ум. 20 ноября 2004 года) — американская порноактриса. Зачастую её путают с Китти Джунг (Kitty Jung), другой порноактрисой, известной своей детской внешностью, благодаря которой она успешно воплощала на экране образ девочки-подростка, совращающей взрослых мужчин.

## Биография
Родилась в Лос-Анджелесе, 6 февраля 1970 года. Отец по происхождению — кореец, мать — гавайка. Её мать переехала в Лос-Анджелес с Гавайских островов, где жила на протяжении 20 лет.
В позднем подростковом возрасте она начала работать в качестве менеджера.

## Карьера
В 1993 году, в возрасте 23 лет, начала работать в порноиндустрии, после того, как в журнале LA Weekly увидела объявление по набору моделей. В этом же году начинает сниматься порнофильмах.
С 1993 по 1995 годы снялась в более чем 100 фильмах. Зачастую фильмы были с большим количеством анального секса, двойным и тройным, в том числе «шаткой Н» (Wobbly H), часто без презервативов. Чаще снималась в сценах с мужчинами, чем с женщинами. Избегала сцен с золотым дождём, отзываясь о нём как об «очень унизительное».
Ранее в своей карьере, она имела небольшую грудь. Соски были вытащены наизнанку после операции. В середине 1994 года, она сделала пластическую операцию, увеличив грудь и глаза.
В 1995 году, после двух лет работы в порноиндустрии, оставила данную сферу из-за опасения заразиться СПИДом.
В 1996 году переехала из Лос-Анджелеса в Лас-Вегас, штат Невада. Оставив старый город из-за проблем «движения, смога, землетрясения, отношения людей и грязного океана», прожив там 26 лет. После того, как покинула индустрию для взрослых, была принята на работу в Лас-Вегасе, в качестве эротической танцовщицы (стриптизёрши).
После того, как начала работать стриптизёршей, она основала сайт, на котором «еда и фантазия становятся сексуальной реальностью». Сайт был закрыт в октябре 2000 года, после «кризиса доткомов».
В начале 2000-х годов вернулась в порноиндустрию, но на этот раз под другим именем — вместо «Kitty Yung» использовала «Tia Son».
В 2002 году снялась в нескольких видео. Например, во франшизе Hustler, четвёртом эпизоде Asian Fever, Elegant Angel’s Please Play Hard With Me e o vídeo Team’s No Man’s Land: Asian Edition 3.
В 2003 году решает оставить индустрию.
С 1993 по 2003 год снялась в более чем 150 фильмах, в которых исполняла анальный и оральный секс, а также секс с несколькими актёрами.
Жаловалась на дискриминацию, которой подвергалась из-за азиатского происхождения. Редко появлялась в роли главной актрисы или на обложке видео.

## Личная жизнь
Вышла замуж за Стивена Бэгвелла 19 мая 2004 года, в округе Кларк, недалеко от Лас-Вегаса, штат Невада. Родила дочь от Стивена Багвелла.

## Смерть
20 ноября 2004 года была найдена мёртвой в Стивенсон Ранч. Её семья сообщила о смерти властям только 10 дней спустя. Причина смерти и фактическая дата её смерти не были выяснены.
Обстоятельства смерти вызвали подозрения. Высказывалась версия, что она скончалась от употребления наркотиков. Начав употреблять после окончания карьеры, по причине начавшейся депрессии.
По сообщению сайта IMDB, смерть наступила 30 ноября; на сайте IAFD дата смерти указана как 20 ноября. На сайте Archives.com (специализирующийся на скончавшихся людях) указали как дату смерти 20 ноября.
Оставила дочь и мужа, за которого вышла замуж за шесть месяцев до кончины.

## Премия
- 1994 AVN Award: лучшая сцена анального секса, за фильм Sodomania 5[3].